# Маці
Маці (*馬齊, 1652 —1739) — китайський державний діяч, дипломат маньчжурського походження часів династії Цін.

## Життєпис
Походив зі знатного маньчжурського роду Фуча, який входив до складу привілейованого Жовтого прапору з торочками. Дід Маці — Хашеньтунь — разом з імператором Тайцзі (відомий як Абахай) брав участь у військових походах проти Південних монголів, обіймав високі посади в маньчжурському війську. У період правління імператора Шуньчжі Хашеньтунь став членом Державної ради при імператорі. Батько Маці — Місихань — обіймав посади голови Палацового управління, молодшого заступника керівника Відомства обрядів, голови Відомства фінансів, входив до складу Державної ради.
Свою політичну кар'єру Маці почав у вісімнадцятирічному віці, коли в 1669 році отримав перше призначення, зайнявши посаду секретаря другого класу (юаньвайлан) у Відомстві громадських робіт (Гунбу). В 1672 році став ротним командиром у своєму прапорі, а 1675 року був переведений на посаду до Відомства фінансів (Хубу), керівником якого свого часу був його батько.
У 1682 році Маці був призначений на посаду начальника відділення (ланчжун) Відомства громадських робіт, а в 1684 році отримав першу високу посаду при дворі — його призначили секретарем-доповідачем при імператорі (шіду сюеші). У 1682, 1685–1686 і 1688 роках Маці працював на різних посадах в провінціях Аньхой, Шаньсі і Хубей, де контролював фінанси та виконував функції ревізора.
У 1688 році був призначений на посаду голови Цензората (Дучаюань). Того ж року увійшов до складу посольство, яке повинно було брати участь у Нерчинській конференції з Московією. Проте напередодні відправки посольства на кордон Маці отримує наказ залишитися в Пекіні, а потім на чолі державної комісії виїхати в центральну частину імперії стосовно інспекції будівництва дренажних систем на річці Хуанхе та пов'язаних з цим зловживань. Маці, тим не менш, подбав про підготовку прикордонних перемовин. Приділяючи велику увагу питанням архівування документів, він запропонував при підготовці документів на перемовинах нарівні з маньчжурською мовою використовувати китайську. Пропозиція Маці було підтримано імператором Кансі, і китайська мова стала другою після маньчжурською діловодною мовою конференції, яка завершилася у 1689 році підписанням Нерчинського договору.
У 1690 році він отримав посади голови Військового відомства (Бінбу) і Палати у справах васальних територій (Ліфаньюань). Тоді ж був введений до складу Державної ради. До 1691 року відповідав за дипломатичні відносини з Московським царством. У 1692 році переведений на посаду глави Відомства фінансів. У 1694 році за наказом імператора Кансі Маці відповідав за поповнення зернових сховищ і продовольче забезпечення на території сучасного північного сходу Китаю.
За особливі заслуги в 1699 році отримав ранг придворного радника палати Військової слави (У-ін дянь) Імператорського палацу, а в 1700 році був призначений головним чиновником, який відповідав за проведення державного іспиту при імператорському дворі на отримання вищого наукового ступеня (дяньші).
У 1708 році через участь у змові проти спадкоємця престолу, Маці фактично був відсторонений від ведення державних справ і позбувся всіх високих титулів і рангів. Він потрапив під підозри у зв'язку зі справою так званої «Партії восьмого сина імператора» (Хуан цзи ба дан), учасники якої таємно підтримували восьмого сина імператора Кансі — Іньсю — в його прагненнях зайняти престол після смерті його батька, хоча імператор Кансі до того часу вже зробив наступником свого четвертого сина — майбутнього імператора Юнчжена.
Втім Маці продовжував активно працювати в інтересах держави і особисто імператора, за що вже наприкінці 1710 — початку 1711 року був повністю виправданий і знову покликаний на службу. У 1712 році призначений на посаду голови Палацового управління (Нейуфу). У 1716 році за наказом імператора був відновлений в ранзі придворного радника палати Військової слави Імператорського палацу.
У 1722 році після сходження на престол імператора Юнчжена, Маці був призначений головою редакційної бюро з підготовки та видання Шеньцзу шілу («Хронік правління імператора Шеньцзу»). У 1723 році був підвищений до рангу придворного радника тронної палати Збереження спокою (Баохе дянь) Імператорського палацу. Вплив Маці та його родичів ще більше зріс у 1727 році, коли спадкоємець трону Хунлі (майбутній імператор Цяньлун) оженився на небожі Маці — Сяосяньчунь. Протягом всього періоду правління імператора Юнчжена Маці продовжував залишатися найвпливовішим і шанованим чиновником при дворі.
З 1735 року, зі сходження на трон імператора Цяньлуна, став поступово відходити від справ, що було обумовлено погіршенням становм здоров'я. У 1739 році Маці помер. На знак видатних заслуг перед родом Айсін Ґьоро незадовго до кончини Маці імператор Цяньлун жалував його родині 5 тис. лянів срібла на похоронні потреби, а після його смерті розпорядився провести масштабну похоронну церемонію і внести табличку з ім'ям Маці до імператорського храму предків для проведення церемоній поминання.